# ウェスト・アクトン駅
ウェスト・アクトン駅（ウェスト・アクトンえき、英語: West Acton Station）は、ロンドン、アクトンにあるロンドン地下鉄の鉄道駅である。セントラル線（イーリング・ブロードウェイ支線）の列車が発着する。
この駅はトラベルカード・ゾーン3に属する。ノエル・ロードから約50m北に位置する。

## 駅構造
2面2線の相対式ホームを持つ地上駅。ホームは東西方向に伸びており、都心方面の東行きの列車は東を先頭に、イーリング・ブロードウェイ駅行きは西を先頭にして発着する。駅舎は駅の上をまたぐ道路に面する橋上駅舎。
セントラル線は日中10分間隔、夕方や朝のラッシュアワーでは3分間隔で走っているが、大抵は5分間隔である。

## 周辺
駅の周辺は、住宅が立ち並び、駅から南に約80m行ったところにバス停がある。駅から西に400m行くと、ピカデリー線のノース・イーリング駅がある。その途中にはアクトン幼稚園がある。
また、駅から南に約500m行くと日本人学校があり、さらに駅から東に約200m行くとウェスト・アクトン・プライマリースクールがある。

## バス路線
ロンドンバスの440系統が当駅を経由する。

## ギャラリー

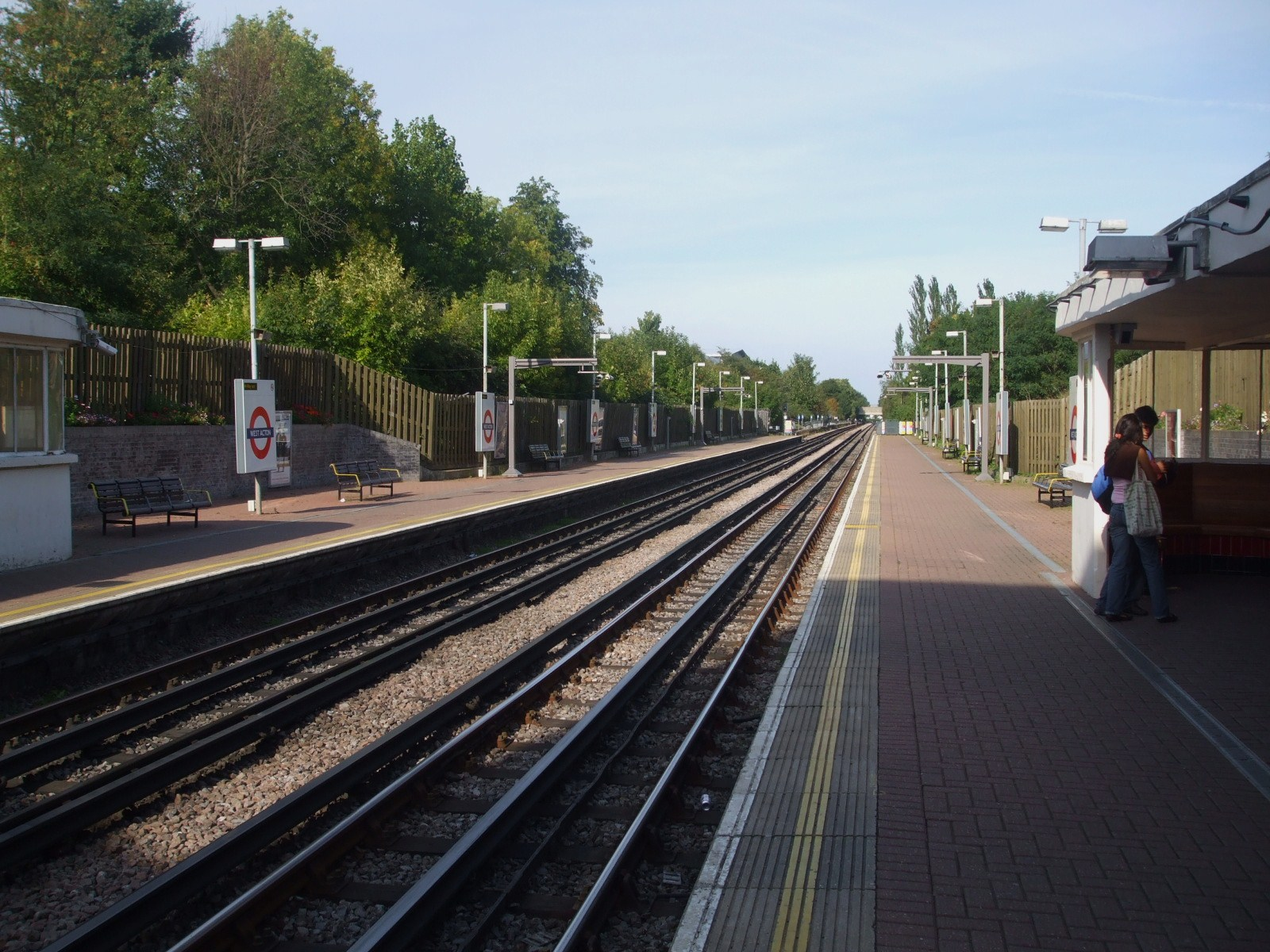
ホームの東側
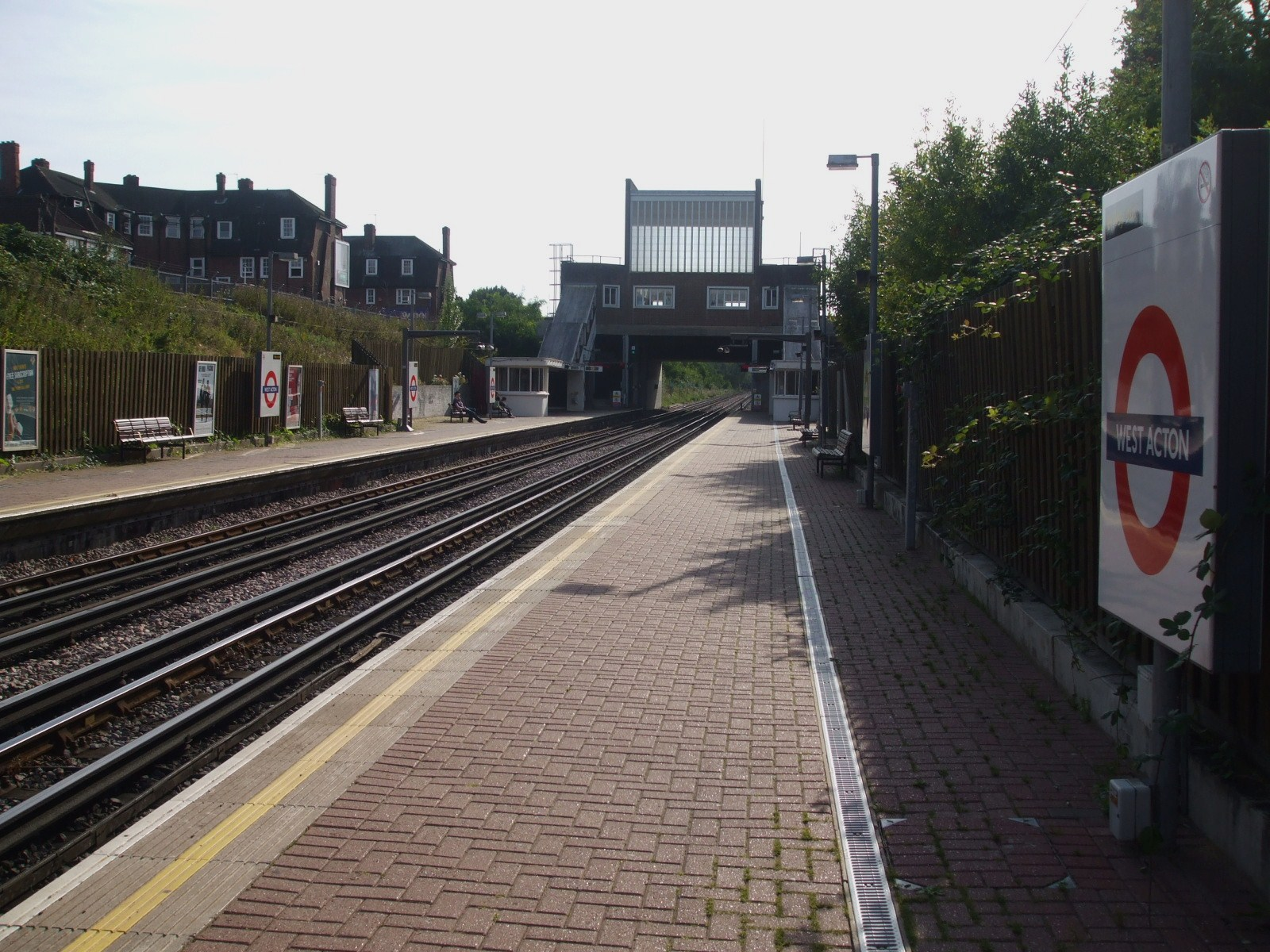
ホームの西側
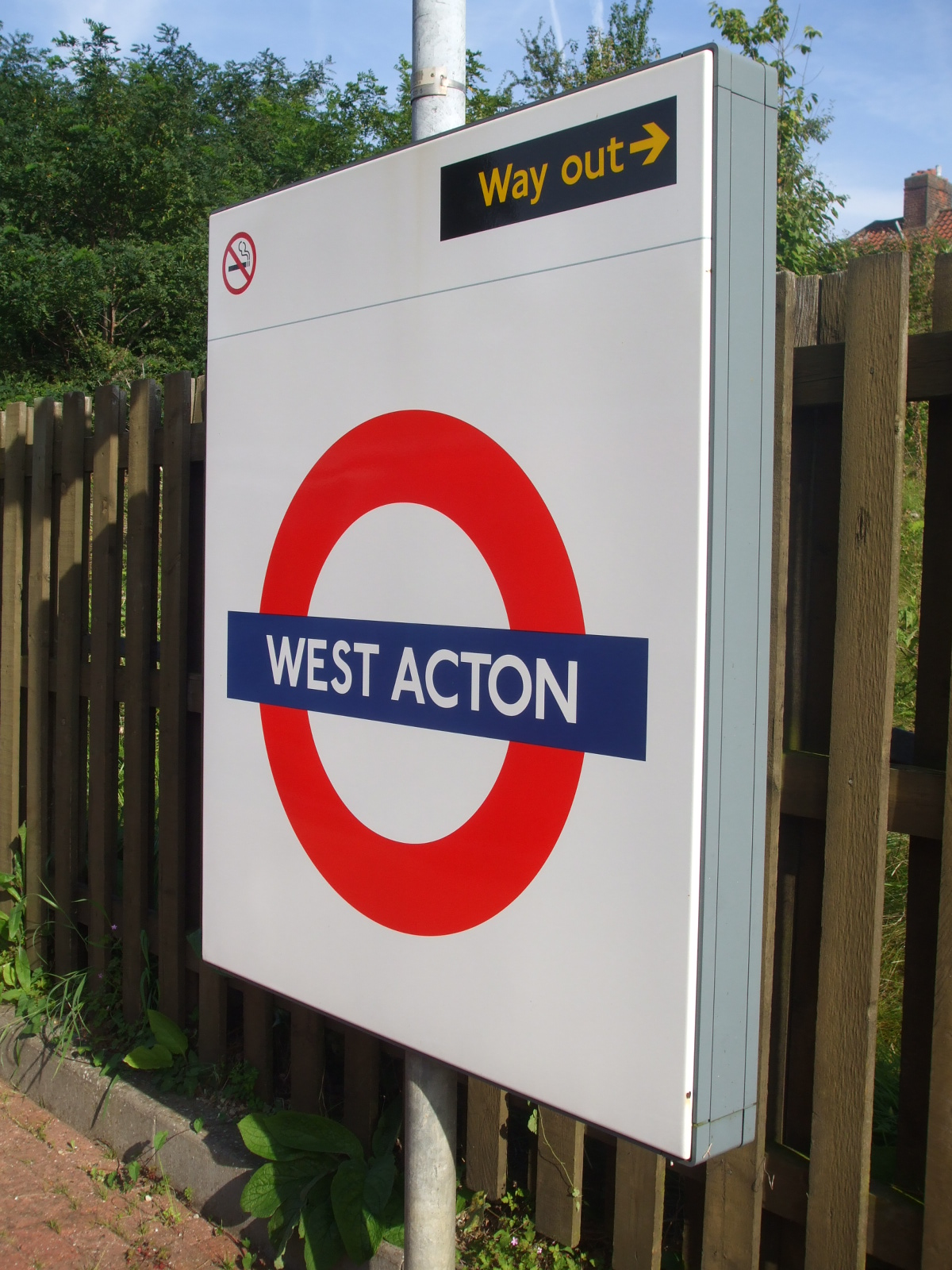
駅名標

## 隣の駅
ロンドン交通局
ロンドン地下鉄
■セントラル線
イーリング・ブロードウェイ支線
イーリング・ブロードウェイ駅 - ウェスト・アクトン駅 - ノース・アクトン駅